# Luís Barbosa
Luis Eduardo da Silva Barbosa GOIH (Lisboa, 7 de julho de 1933 —) é um político português.

## Biografia
Licenciado em economia e finanças pelo Instituto Superior de Ciências Económicas e Financeiras da Universidade Técnica de Lisboa, foi Administrador da Cimpor.
Ocupou diversos cargos em governos portugueses.
A 9 de Julho de 1999 foi feito Grande-Oficial da Ordem do Infante D. Henrique.

## Funções governamentais exercidas
- VII Governo Constitucional
  - Ministro da Habitação e Obras Públicas
- VIII Governo Constitucional
  - Ministro dos Assuntos Sociais